# Ferme Coulas
La ferme Coulas est une ferme située à Reyssouze, dans le département de l'Ain, en région Auvergne-Rhône-Alpes, en France.

## Présentation
La ferme est située dans le département français de l'Ain, sur la commune de Reyssouze. L'édifice est inscrit au titre des monuments historiques en 1974, car elle possède une cheminée sarrasine.